# Pellaea
Pellaea, rod papratnjača iz potporodice Cheilanthoideae, dio porodice bujadovki (Pteridaceae), raširen po mnogim dijelovima svijeta. Na popisu je 50 vrsta i jedan hibrid.
Holcochlaena i Platyloma koji su na popisu njegovij sinonima, možda su validni rodovi (genera).

## Opis
Rod Pellaea ima oko 40 vrsta paprati iz porodice Pteridaceae. Ova paprat raste na ili među stijenama, uglavnom vapnencima, diljem svijeta. Nekoliko vrsta, uključujući Pellaea rotundifolia i P. falcata, uzgajaju se kao sobne ukrasne biljke.
To su male biljke s uglavnom kožastim listovima koji izlaze iz puzajućeg rizoma. Karakteriziraju ih strukture koje nose spore (sporangije) koje se nalaze u okruglim ili izduženim nakupinama (sori) na rubovima plodnog lišća. Rubovi lista koji se preklapaju čine zaštitni pokrov.
Rod Cryptogramma, porijeklom iz Europe, Azije i Amerike, razlikuju se od vrsta Pellaea po tome što imaju lišće koje svake zime odumire i po svojim plodnim listićima koji su obično uži od vegetativnih.

## Vrste
1. Pellaea ambigua (Fée) Baker
2. Pellaea andromedifolia (Kaulf.) Fée
3. Pellaea angolensis Schelpe
4. Pellaea angulosa (Bory ex Willd.) Baker
5. Pellaea atropurpurea (L.) Link
6. Pellaea boivinii Hook.
7. Pellaea brachyptera (T. Moore) Baker
8. Pellaea breweri D. C. Eaton
9. Pellaea bridgesii Hook.
10. Pellaea calidirupia Brownsey & Lovis
11. Pellaea calomelanos (Sw.) Link
12. Pellaea cordifolia (Sessé & Moc.) A. R. Sm.
13. Pellaea doniana (J. Sm.) Hook.
14. Pellaea dura (Willd.) Baker
15. Pellaea falcata (R. Br.) Fée
16. Pellaea gastonyi Windham
17. Pellaea glabella Mett. ex Kuhn
18. Pellaea glauca (Cav.) J. Sm.
19. Pellaea intermedia Mett. ex Kuhn
20. Pellaea leucomelas (Mett. ex Kuhn) Baker
21. Pellaea longipilosa Bonap.
22. Pellaea lyngholmii Windham
23. Pellaea mucronata (D. C. Eaton) D. C. Eaton
24. Pellaea muelleri (Hook.) A. R. Field
25. Pellaea myrtillifolia Mett. ex Kuhn
26. Pellaea nana (Hook.) Bostock
27. Pellaea notabilis Maxon
28. Pellaea oaxacana Mickel & Beitel
29. Pellaea ovata (Desv.) Weath.
30. Pellaea paradoxa (R. Br.) Hook.
31. Pellaea pectiniformis Baker
32. Pellaea pringlei Davenp.
33. Pellaea prolifera Schelpe
34. Pellaea pteroides (L.) Prantl
35. Pellaea regnelliana (Mett.) Prantl
36. Pellaea reynoldsii (F. Muell.) A. R. Field
37. Pellaea ribae A. Mend. & Windham
38. Pellaea rotundifolia (G. Forst.) Hook.
39. Pellaea rufa A. F. Tryon
40. Pellaea sagittata (Cav.) Link
41. Pellaea schippersii Verdc.
42. Pellaea striata (Desv.) C. Chr.
43. Pellaea ternifolia (Cav.) Link
44. Pellaea timorensis Alderw.
45. Pellaea tomentosa Bonap.
46. Pellaea tripinnata Baker
47. Pellaea truncata Goodd.
48. Pellaea villosa (Windham) Windham & Yatsk.
49. Pellaea wrightiana Hook.
50. Pellaea zygophylla (Riddell) P. J. Alexander
51. Pellaea ×glaciogena W. H. Wagner

## Sinonimi
- Bakeropteris Kuntze
- Choristosoria Kuhn
- Cincinalis Desv.
- Crypteris Nutt.
- Holcochlaena Baker
- Holodanaea C.Presl
- Hymenoloma Davenp.
- Pellaeopsis J.Sm.
- Platyloma J.Sm.
- Pteridella Mett. ex Kuhn
- Synochlamys Fée